# (5464) Weller
(5464) Weller (1985 VC1) – planetoida z grupy pasa głównego asteroid okrążająca Słońce w ciągu 4,36 lat w średniej odległości 2,67 j.a. Odkryta 7 listopada 1985 roku.